# Gnosjö
Gnosjö este un oraș în Suedia.

## Demografie
| \| Evoluția demografică a zonei urbane Gnosjö, 1970–2015 \| Evoluția demografică a zonei urbane Gnosjö, 1970–2015 \| Evoluția demografică a zonei urbane Gnosjö, 1970–2015 \| Evoluția demografică a zonei urbane Gnosjö, 1970–2015 \| Evoluția demografică a zonei urbane Gnosjö, 1970–2015 \| \| --------------------------------------------------------------------------------------- \| ----------------------------------------------------- \| ----------------------------------------------------- \| ----------------------------------------------------- \| ----------------------------------------------------- \| \| An \| \| \| Locuitori \| \| \| 1970 \| 1970 \| \| 2.728 \| 2.728 \| \| 1975 \| 1975 \| \| 3.420 \| 3.420 \| \| 1980 \| 1980 \| \| 3.709 \| 3.709 \| \| 1990 \| 1990 \| \| 4.125 \| 4.125 \| \| 1995 \| 1995 \| \| 4.379 \| 4.379 \| \| 2000 \| 2000 \| \| 4.504 \| 4.504 \| \| 2005 \| 2005 \| \| 4.364 \| 4.364 \| \| 2010 \| 2010 \| \| 4.326 \| 4.326 \| \| 2015 \| 2015 \| \| 4.528 \| 4.528 \| \| Sursa: SCB - Statistika Centralbyrån, Folkmängden per tätort. Vart femte år 1960 - 2016 \| \| \| \| \| |      |  |           |       |
| Evoluția demografică a zonei urbane Gnosjö, 1970–2015 |      |  |           |       |
| An |      |  | Locuitori |       |
| 1970 | 1970 |  | 2.728     | 2.728 |
| 1975 | 1975 |  | 3.420     | 3.420 |
| 1980 | 1980 |  | 3.709     | 3.709 |
| 1990 | 1990 |  | 4.125     | 4.125 |
| 1995 | 1995 |  | 4.379     | 4.379 |
| 2000 | 2000 |  | 4.504     | 4.504 |
| 2005 | 2005 |  | 4.364     | 4.364 |
| 2010 | 2010 |  | 4.326     | 4.326 |
| 2015 | 2015 |  | 4.528     | 4.528 |
| Sursa: SCB - Statistika Centralbyrån, Folkmängden per tätort. Vart femte år 1960 - 2016 |      |  |           |       |